# Sigrid Neef
Sigrid Neef (* 10. Oktober 1944 in Fraureuth, Landkreis Greiz) ist eine deutsche Musik- und Theaterwissenschaftlerin sowie Dramaturgin.

## Leben und Wirken
Von 1972 bis 1993 wirkte sie an der Deutschen Staatsoper Berlin. Sie ist – wie ihr verstorbener Mann, der Musikwissenschaftler Hermann Neef – Expertin für russische und sowjetische Musik und hatte persönliche Kontakte u. a. zu Alfred Schnittke, Rodion Schtschedrin, dem Schostakowitsch-Biographen Solomon Wolkow und dem Chefregisseur des Bolschoi-Theaters Boris Pokrowski. Neef wirkte von 1979 bis 1991 als Dramaturgin eng mit der Regisseurin Ruth Berghaus zusammen. Zugleich berichtete sie bis zum Herbst 1989 als Inoffizielle Mitarbeiterin („IM Professor“) der Staatssicherheit über Berghaus.
Außerdem erarbeitete Neef Übersetzungen bzw., Nachdichtungen zahlreicher russischer und ungarischer Opern, so von Michail Glinka (Ruslan und Ljudmila, gemeinsam mit Jörg Leipold), Dmitri Schostakowitsch, Rodion Schtschedrin, Kyrill Wokow, Gleb Sedelnikow, Igor Rogaljow, Gennadi Banschtschikow,  und Sándor Balassa.
Später engagierte sich Sigrid Neef vornehmlich im Bereich Tierschutz (Katzen).

## Bücher
- Mit Hermann Neef: Handbuch der russischen und sowjetischen Oper. Henschelverlag Kunst und Gesellschaft, DDR-Berlin, 1985, ISBN 3-362-00257-9 und Bärenreiter, Kassel 1989, ISBN 3-7618-0925-5.
- Das Theater der Ruth Berghaus, Henschelverlag Kunst und Gesellschaft, DDR-Berlin 1989, ISBN 3-362-00356-7 und Fischer-Verlag, Frankfurt/Main 1990.
- Paul Dessaus Beitrag zu einem neuen Operntypus. Dissertation. Halle 1989.
- Mit Hermann Neef: Deutsche Oper im 20. Jahrhundert DDR 1949–1989. Verlag Peter Lang, Berlin [i. e.] Schöneiche bei Berlin [u. a.] 1992, ISBN 3-362-00257-9.
- Die Russischen Fünf: Balakirew – Borodin – Cui – Mussorgski – Rimski-Korsakow. Monographien – Dokumente – Briefe – Programme – Werke. Verlag Ernst Kuhn, Berlin 1992, ISBN 3-928864-04-1.
- Die Opern Sergej Prokofjews (= Prokofiew-Studien 7 und Studia slavica musicologica 45). Verlag Ernst Kuhn, Berlin 2009, ISBN 978-3-936637-17-5.
- Die Opern Nikolai Rimsky-Korsakows (= Musik konkret 18). Verlag Ernst Kuhn, Berlin 2008, ISBN 978-3-936637-13-7.
- Die Opern Dmitri Schostakowitschs (= Schostakowitsch-Studien Band 8 und Studia slavica musicologica 47). Verlag Ernst Kuhn, Berlin 2010, ISBN 978-3-936637-20-5.

Artikel, Buchbeiträge
- Im Spannungsfeld zwischen Felsenstein und Brecht. Gedanken zur DDR-Oper. In: Theater der Zeit 34. Henschelverlag, Berlin 1979, S. 6–8.
- Regisseure im Gespräch. Ein Gespräch mit Ruth Berghaus. In: Theater der Zeit Berlin. Heft 6, 1983.
- Ein Diskurs über Bertolt Brecht und die Oper. In: Musik und Gesellschaft 26. Henschelverlag, Berlin 1985, Heft 6, S. 302–308.
- Ruth Berghaus und Michael Gielen – gefragt nach den Möglichkeiten von Oper in dieser Zeit. In: Sinn und Form. Heft 4, Berlin 1987.
- Über das Hervorbringen und Verschwinden von Bildern. Zum Beispiel „Moes und Aron“ von Arnold Schönberg. In: Horst Seeger und Wolfgang Lange (Hrsg.): Oper heute, ein Almanach 11. Henschelverlag, Berlin 1988.
- Wladimir Stassow und das Mächtige Häuflein. In: Wladimir Stassow: Meine Freunde Alexander Borodin und Modest Mussorgski. Die Biographien (= Musik konkret 4). Verlag Ernst Kuhn, Berlin 1993, ISBN 3-928864-06-8.
- Realismus ohne Ufer? Zu einigen notwendigen Korrekturen im Mussorgsky-Bild (1995). In: Modest Mussorgsky. Zugänge zu Leben und Werk.  Würdigungen – Kritiken – Selbstdarstellungen – Erinnerungen – Polemiken. (= Musik konkret 8) Verlag Ernst Kuhn Berlin 1995, ISBN 3-928864-11-4
- Falsches Bewusstsein authentisch fixiert – Interessante Einblicke in unbekannte Dokumente. In: "Ideologisch entartete Elemente". Dokumentation zur Ausbürgerung von Mstislaw Rostropowitsch und Galina Wischnewskaja aus der ehemaligen UdSSR (1974–1978) (=opyt 2) Verlag Ernst Kuhn Berlin 1996, ISBN 3-928864-25-4
- Oper in der DDR. Offenes Kunstwerk bei geschlossener Grenze. In: Oper im 20. Jahrhundert. Entwicklungen und Komponisten. Hrsg. von Udo Bermbach. Verlag J. B. Metzler, Stuttgart/Weimar 2000, ISBN 3-476-01733-8.
- Das kompositorische Werk Rimsky-Korsakows – Darstellungen und Dokumente. In: Nikolai Rimsky-Korsakow. Zugänge zu Leben und Werk. Monographien – Schriften – Tagebücher – Verzeichnisse. (= Musik konkret 12, Quellentexte und Abhandlungen zur russischen Musik des 19. und 20. Jahrhunderts) Verlag Ernst Kuhn Berlin 2000, ISBN 3-928864-15-7
- "Glory" oder" gorje" – Das jüdische Element in Schostakowitschs Opern (unter Einbeziehung von Fleischmanns "Rothschilds Geige"). In: Dmitri Schostakowitsch und das jüdische musikalische Erbe. (Schostakowitsch-Studien, Band 3) (=studia slavica musicologica 18) Verlag Ernst Kuhn Berlin 2001, ISBN 3-928864-75-0
- Die Streichquartette als Tagebuch innerer Entwicklung (Überblick und Stationen). In: Schostakowitschs Streichquartette – Ein internationales Symposium (=Schostakowitsch-Studien, Band 5) (=Studia Slavica musicologica 22) Verlag Ernst Kuhn Berlin ISBN 3-928864-80-7
- Römische Fastnacht und geistliche Oper. Impulse des Jüdischen in der russischen Oper vom 18. bis 20. Jahrhundert. In: „Samuel“ Goldenberg und „Schmuyle“. Jüdisches und Antisemitisches in der russischen Musikkultur Jewish an Anti-Semitic Elements of Russian Musical Culture. Ein internationales Symposium (= Studia slavica musicologica 27). Verlag Ernst Kuhn, Berlin 2003, ISBN 3-928864-87-4.
- Infragestellungen: Der Künstler und die Macht – das kann doch nicht alles gewesen sein oder Sterben tun immer nur die anderen. In: Dmitri Schostakowitsch – Komponist und Zeitzeuge (= Schostakowitsch-Studien Band 2 und Studia slavica musicologica 17). Verlag Ernst Kuhn, Berlin 2009, ISBN 3-928864-70-X.
- Dialoge mit Schostakowitsch – Zum Beispiel Rodion Shchedrin. In: Schostakowitsch und die Folgen. Russische Musik zwischen Anpassung und Protest. Ein internationales Symposium (= Studia slavica musicologica 32). Verlag Ernst Kuhn, Berlin 2003, ISBN 3-928864-93-9.
- Allem widerstreben, was nicht Geist bedeutet. Prokofjew und die Sowjetmacht. In: Sergej Prokofjew in der Sowjetunion. Verstrickungen – Missverständnisse – Katastrophen. Ein Internationales Symposium (= Prokofjew-Studien Band 1 und Studia slavica musicologica 35). Verlag Ernst Kuhn, Berlin. 2004, ISBN 3-936637-01-6.
- Nicht Aufbewahrung der Asche, sondern Weitergabe des Feuers. In: Um das Spätwerk betrogen? Prokofjews letzte Schaffensperiode (= Prokofjew-Studien Band 5 und Studia slavica musicologica 39). Verlag Ernst Kuhn, Berlin 2007, ISBN 978-3-936637-08-3.
- Intellektuell autonom-emotional verführbar. In: Schräg zur Linie des Sozialistischen Realismus? Prokofjews spätere Sonaten sowie Orchester- und Bühnenwerke. Ein Internationales Symposium (= Prokofjew-Studien Band 3 und Studia slavica musicologica 37). Verlag Ernst Kuhn, Berlin 2005, ISBN 3-936637-03-2.
- „Einen Gruß an eine Frau, die ihren schöpferischen Weg erleuchtet“. Zu Mira Mendelson-Prokofjewas Erinnerungstagebuch. In: Mira Mendelson-Prokofjewa: Die Wahrheit über Prokofjew. Das Drama der letzten Jahre (= Prokofjew-Studien Band 4 und Studia slavica musicologica 38). Verlag Ernst Kuhn, Berlin 2005, ISBN 3-936637-07-5.
- Vom Verjüngen alter Stoffe. Goldmanns Opernphantasie „Hot“ und Dessaus Lustspieloper „Leonce und Lena“. In: Sigrid Wiesmann (Hrsg.): Für und Wider die Literaturoper. Zur Situation nach 1945. Laaber Verlag, 1982, ISBN 3-921518-67-9.
- Artikel in Pipers Enzyklopädie des Musiktheaters. Piper, München/Zürich 1986–1997, ISBN 3-492-02411-4. U. a. zu Alexander Borodin: Fürst Igor, Michail Glinka: Ein Leben für den Zaren und Ruslan und Ljudmila, Modest Mussorgski: Chowanschtschina, Dmitri Schostakowitsch: Die Nase und Katarina Ismailowa.
- Artikel in Die Musik in Geschichte und Gegenwart. 2. Auflage Kassel 1994 ff. Diverse russische Komponisten wie Jewgenij Fomin.
- Musik aus Licht, Luft, Farbe und Bewegung. Zu Anatoli Ljadows Orchesterwerken. In: Anatoli Ljadow. Zugänge zu Leben und Werk (= Musik konkret 15). Verlag Ernst Kuhn, Berlin 2006, ISBN 978-3-928864-64-0.
- Zweitautorin von András Batta: Opera. Komponisten, Werke, Interpreten. Könemann Verlag, Köln 1999, ISBN 3-8290-2840-7.

In russischer Sprache
- Aus dem Briefwechsel mit Alfred Schnittke (Is perepiski s Alfredom Schnittke, S. 110–120). Im Sammelband zum 70. Geburtstag von Alfred Schnittke (Schnittke poswjaschtschajetsja. K 70-letiju kompositora), Band 4 (wypusk 4). Verlag der Komponisten (isdatelstwo kompositorow), Moskau 2014. Herausgegeben vom Schnittke-Zentrum Moskau, ISBN 5-85285-247-3.

Rundfunksendungen zu und mit Ruth Berghaus
- Berliner Rundfunk, Rundfunk der DDR in der Reihe Berlin – Weltstadt des Theaters
  - zur Inszenierung Das Rheingold von (Richard Wagner an der Deutschen Staatsoper Berlin). Sendung vom 3. Oktober 1979.
  - zur Inszenierung des Wozzeck (von Alban Berg an der Deutschen Staatsoper Berlin). Sendung vom 21. November 1984.